# USS Heywood L. Edwards (DD-663)
USS Heywood L. Edwards (DD-663) là một tàu khu trục lớp Fletcher được Hải quân Hoa Kỳ chế tạo trong Chiến tranh Thế giới thứ hai. Nó là chiếc tàu chiến duy nhất của Hải quân Mỹ được đặt theo tên Thiếu tá Hải quân Heywood L. Edwards (1905-1941), Hạm trưởng tàu khu trục USS Reuben James, là chiếc tàu chiến Hoa Kỳ đầu tiên bị đánh chìm tại Đại Tây Dương trong Thế Chiến II. Nó hoạt động cho đến hết Thế Chiến II, được cho xuất biên chế năm 1946, rồi được chuyển cho Nhật Bản năm 1959, và phục vụ cùng Lực lượng Phòng vệ Biển Nhật Bản như là chiếc JDS Ariake (DD-183) cho đến khi ngừng hoạt động năm 1974 và bị tháo dỡ năm 1976. Heywood L. Edwards được tặng thưởng danh hiệu Đơn vị Tưởng thưởng Hải quân cùng bảy Ngôi sao Chiến trận do thành tích phục vụ trong Thế Chiến II.

## Thiết kế và chế tạo
Heywood L. Edwards được đặt lườn tại Xưởng hải quân Boston ở Boston, Massachusetts vào ngày 4 tháng 7 năm 1943. Nó được hạ thủy vào ngày 6 tháng 10 năm 1943; được đỡ đầu bởi bà Louise S. Edwards, mẹ Thiếu tá Edwards; và nhập biên chế vào ngày 26 tháng 1 năm 1944 dưới quyền chỉ huy của Hạm trưởng, Trung tá Hải quân J. W. Boulware.

## Lịch sử hoạt động

### Chiến dịch quần đảo Mariana và Palau
Heywood L. Edwards tiến hành chạy thử máy huấn luyện ngoài khơi Bermuda từ ngày 25 tháng 2 năm 1944, rồi huấn luyện tác xạ tại vùng biển ngoài khơi Maine trước khi lên đường để gia nhập Hạm đội Thái Bình Dương. Nó khởi hành từ Boston vào ngày 16 tháng 4, băng qua kênh đào Panama và ghé qua San Diego, California trước khi đi đến Trân Châu Cảng vào ngày 8 tháng 5. Nó tham gia các cuộc cơ động huấn luyện cùng Lực lượng Đặc nhiệm 52 dưới quyền Phó đô đốc Richmond K. Turner, rồi khởi hành từ Trân Châu Cảng vào ngày 29 tháng 5 để hướng sang quần đảo Mariana, nơi nó đảm nhiệm hộ tống cho một đội vận chuyển.
Trong giai đoạn đầu của cuộc đổ bộ lên Saipan vào ngày 15 tháng 6, Heywood L. Edwards tuần tra ngoài khơi bảo vệ cho bãi đổ bộ, rồi từ ngày 21 đến ngày 30 tháng 6 đã áp sát các bãi đổ bộ để hỗ trợ hải pháo cho cuộc tiến quân của lực lượng Thủy quân Lục chiến. Nó tiếp tục nhiệm vụ này cho đến ngày 2 tháng 7, khi tham gia cùng tàu tuần dương hạng nhẹ Montpelier (CL-57) trong việc bắn phá Tinian, một mục tiêu khác của Chiến dịch quần đảo Mariana.
Heywood L. Edwards quay trở lại vai trò bắn hỏa lực hỗ trợ ngoài khơi Saipan vào ngày 6 tháng 7, rồi sang đêm hôm sau 7 tháng 7, nó được kêu gọi để giải cứu một nhóm binh lính bị cắt liên lạc với lực lượng chính tại một bãi biển. Xuồng của chiếc tàu khu trục đã thực hiện bốn chuyến đưa đón băng qua các dãi san hô ngầm nguy hiểm, giải cứu được 44 người và đưa họ đến một tàu đổ bộ LCI gần đó. Từ ngày 19 đến ngày 21 tháng 7, nó bắn phá ngoài khơi Tinian để hỗ trợ cho cuộc đổ bộ tại đây, rồi quay trở lại Saipan làm nhiệm vụ hỗ trợ hỏa lực trong vài ngày, trước khi rời quần đảo Mariana vào ngày 30 tháng 7 để quay trở về Eniwetok.
Sau khi Mariana được bình định, mục tiêu tiếp theo của lực lượng Hoa Kỳ là chiếm những căn cứ tiền phương cho việc tái chiếm Philippines. Heywood L. Edwards đã tham gia Trận Peleliu, khi nó khởi hành vào ngày 18 tháng 8 cho các cuộc thực hành huấn luyện tại đảo Florida, rồi hướng sang khu vực phía Tây quần đảo Caroline vào ngày 6 tháng 9. Đến nơi vào ngày 11 tháng 9, nó đảm nhiệm tuần tra chống tàu ngầm chung quanh các đơn vị bắn phá hạng nặng cho đến ngày 13 tháng 9, khi được điều tách ra để hỗ trợ gần bờ cho hoạt động của các Đội phá hoại dưới nước (UDT) dọn sạch những chướng ngại vật tại bãi đổ bộ. Vào ngày tấn công đổ bộ 15 tháng 9, chiếc tàu khu trục đã bắn pháo hỗ trợ lực lượng trên bờ, bắn pháo sáng ban đêm, phá hủy một kho đạn đối phương vào ngày hôm sau. Sau nữa đêm ngày 23 tháng 9, nó đụng độ với một nhóm sà lan chuyên chở lực lượng tăng cường, và sau khi bắn pháo sáng soi rõ mục tiêu đã khai hỏa dàn pháo chính để tiêu diệt chúng. Cho đến bình minh, và dưới sự giúp đỡ của các tàu đổ bộ, nó đã đánh chìm sà lan đối phương, ngăn cản việc đổ bộ của khoảng 650 binh lính Nhật tăng viện.

### Chiến dịch Philippines
Heywood L. Edwards lên đường đi đảo Manus thuộc quần đảo Admiralty, đến nơi vào ngày 1 tháng 10, nơi nó gia nhập đội hỗ trợ hỏa lực và bắn phá dưới quyền Chuẩn đô đốc Jesse B. Oldendorf, để tham gia Chiến dịch Philippines. Nó khởi hành đi Leyte vào ngày 12 tháng 10, tiến hành bắn phá chuẩn bị từ ngày 18 đến ngày 20 tháng 10, và trực tiếp hỗ trợ cho cuộc đổ bộ diễn ra vào ngày 20 tháng 10. Nhiệm vụ này của nó kéo dài trong bốn ngày, trước khi con tàu lại gia nhập lực lượng của Chuẩn đô đốc Oldendorf để tham gia Trận chiến eo biển Surigao, khi phía Nhật Bản tung ra các mũi gọng kìm tấn công nhằm tiêu diệt lực lượng đổ bộ Đồng Minh.
Trong khi đô đốc Oldendorf bố trí lực lượng chủ lực phục kích ở lối ra vào eo biển Surigao, lực lượng phía trước của Heywood L. Edwards thuộc Hải đội Khu trục 56 có nhiệm vụ bảo vệ sườn bên trái của hàng tàu tuần dương. Các xuồng phóng lôi và tàu khu trục tiến hành đợt tấn công mở màn sâu bên trong eo biển; và lúc 03 giờ 00 ngày 25 tháng 10, Heywood L. Edwards và đơn vị của nó nhận mệnh lệnh tấn công. Cùng các tàu khu trục Leutze (DD-481) và Bennion (DD-662), nó tiếp cận bên mạn trái hàng tàu chiến đối phương, băng qua hàng rào hỏa lực đối phương để phóng ngư lôi. Họ ghi được hai phát đánh trúng vào thiết giáp hạm Nhật Bản Yamashiro, trong khi tàu khu trục Albert W. Grant (DD-649) của phía Hoa Kỳ bị hư hại nặng nhưng tiếp tục nổi được. Sau khi vượt qua đợt tấn công này, các tàu chiến Nhật Bản lọt vào cái bẫy mà đô đốc Oldendorf giăng ra, khiến toàn bộ Lực lượng phía Nam dưới quyền Phó đô đốc Shoji Nishimura bị tiêu diệt, ngoại trừ tàu tuần dương hạng nặng Mogami và tàu khu trục Shigure thoát được. Mogami lại bị máy bay Đồng Minh đánh chìm sau đó. Sang buổi sáng, Heywood L. Edwards canh phòng phía trước các tàu tuần dương truy tìm tàu đối phương còn sót lại, tuần tra phía Đông lối ra vào eo biển, rồi rút lui về vị trí canh phòng trong vịnh Leyte.
Heywood L. Edwards tiếp tục ở lại khu vực tấn công cho đến ngày 25 tháng 11, tuần tra và bảo vệ tàu bè tập trung trong vịnh, trước khi quay trở về Manus vào ngày 29 tháng 11 để nghỉ ngơi và sửa chữa. Nó lại lên đường vào ngày 15 tháng 12, và sau khi thực tập huấn luyện tại khu vực quần đảo Palau lại lên đường cùng đội của đô đốc Oldendorf vào ngày 1 tháng 1 năm 1945 cho giai đoạn tiếp theo của Chiến dịch Philippines: cuộc đổ bộ lên vịnh Lingayen. Phải chống trả những cuộc không kích cảm tử Kamikaze suốt trên đường đi, các con tàu đi đến mục tiêu vào ngày 6 tháng 1, và chiếc tàu khu trục đã bắn rơi hai máy bay đối phương trong một đợt không kích nặng nề vào ngày hôm đó. Nó đã bắn pháo bảo vệ cho hoạt động của các đội UDT, và đến ngày đổ bộ 9 tháng 1 đã bảo vệ cho cuộc đổ bộ và nả pháo vào các cứ điểm phòng thủ đối phương trên đất liền. Nó còn đảm trách bảo vệ cho các đoàn tàu vận tải đi và đến khu vực đổ bộ cho đến ngày 22 tháng 1, khi nó rút lui về Ulithi.

### Iwo Jima và Okinawa
Mục tiêu tiếp theo của Hoa Kỳ tại Thái Bình Dương là Iwo Jima, được xem như một căn cứ không quân dự bị quan trọng, hỗ trợ cho các cuộc ném bom chiến lược của máy bay ném bom B-29 Superfortress xuống chính quốc Nhật Bản. Heywood L. Edwards đã tham gia các cuộc thực tập tổng dượt đổ bộ từ ngày 12 đến ngày 14 tháng 2, rồi hộ tống cho các tàu chiến hạng nặng tiến hành bắn phá chuẩn bị. Khi binh lính Thủy quân Lục chiến đổ bộ lên bờ vào ngày 19 tháng 2, nó tiếp tục vai trò bắn pháo hỗ trợ cho cuộc tấn công cam go tại đây cho đến ngày 27 tháng 2, khi nó lên đường đi Saipan. Sau đó nó tiếp tục đi Ulithi, nơi tập trung lực lượng cho chiến dịch đổ bộ tiếp theo lên Okinawa.
Lực lượng đặc nhiệm rời Ulithi vào ngày 21 tháng 3, và sau khi đi đến mục tiêu bốn ngày sau đó, Heywood L. Edwards đã bảo vệ cho hoạt động trinh sát của các đội UDT tại Kerama Retto, điểm tập trung lực lượng chuẩn bị cho các hoạt động đổ bộ tiếp theo. Sau khi nhóm đảo nhỏ này bị chiếm đóng vào ngày 27 tháng 3, chiếc tàu khu trục bắt đầu chịu đựng hàng loạt những cuộc tấn công tự sát, vả đã bắn rơi nhiều chiếc Kamikaze. Nó bảo vệ cho cuộc đổ bộ của các đội UDT lên Okinawa vào ngày 30 tháng 3, bắn phá một sân bay trên đảo vào xế trưa hôm đó, và sang ngày 1 tháng 4 đã tham gia các đợt bắn phá xuống khu vựcđổ bộ. Trong những tuần lễ chiến đấu căng thẳng trên bờ tiếp theo, lực lượng hải quân đã khóa chặt hòn đảo khỏi bất kỳ ý định tăng viện nào của đối phương, và tích cực hỗ trợ lực lượng chiến đấu trên bờ bằng hải pháo.
Heywood L. Edwards đã phải liên tục chống trả những đợt không kích cảm tử của máy bay Kamikaze đối phương. Khi tàu khu trục Longshaw (DD-559) bị mắc cạn vào một dãi đá ngầm vào ngày 18 tháng 5, nó đã trợ giúp khi vô hiệu hóa các khẩu đội pháo bờ biển đối phương vốn đã bắn vào con tàu bị mắc cạn. Nó tiếp tục nhiệm vụ hỗ trợ hỏa lực và cột mốc radar canh phòng ngoài khơi Okinawa cho đến ngày 28 tháng 7, khi nó lên đường đi đến vịnh Leyte.
Heywood L. Edwards khởi hành từ Leyte vào ngày 2 tháng 8, và sau các chặng dừng tại Saipan và Eniwetok, đã lên đường hướng sang các đảo chính quốc Nhật Bản vào ngày 29 tháng 8. Nó hỗ trợ cho cuộc đổ bộ chiếm đóng lên khu vực Ominato vào ngày 6 tháng 9, rồi rời cảng này vào ngày 22 tháng 10 để quay trở về Hoa Kỳ. Đi ngang qua trân Châu Cảng, nó về đến Seattle, Washington vào ngày 10 tháng 11. Con tàu được cho xuất biên chế vào ngày 1 tháng 7 năm 1946, và được đưa về Đội Long Beach trực thuộc Hạm đội Dự bị Thái Bình Dương.

### Phục vụ Nhật Bản
Chiếc tàu khu trục được đưa ra khỏi thành phần dự bị vào năm 1959, và cùng với tàu chị em Richard P. Leary (DD-664) được chuyển cho Nhật Bản trong khuôn khổ Chương trình Hỗ trợ Quân sự. Nó phục vụ cùng Lực lượng Phòng vệ Biển Nhật Bản như là chiếc JDS Ariake (DD-183) cho đến năm 1974. Nó bị tháo dỡ vào năm 1976.

## Phần thưởng
Heywood L. Edwards được tặng thưởng danh hiệu Đơn vị Tưởng thưởng Hải quân do hoạt động xuất sắc trong các chiến dịch đổ bộ giai đoạn 1944- 1945; cùng bảy Ngôi sao Chiến trận do thành tích phục vụ trong Thế Chiến II.